# Маевский, Лех

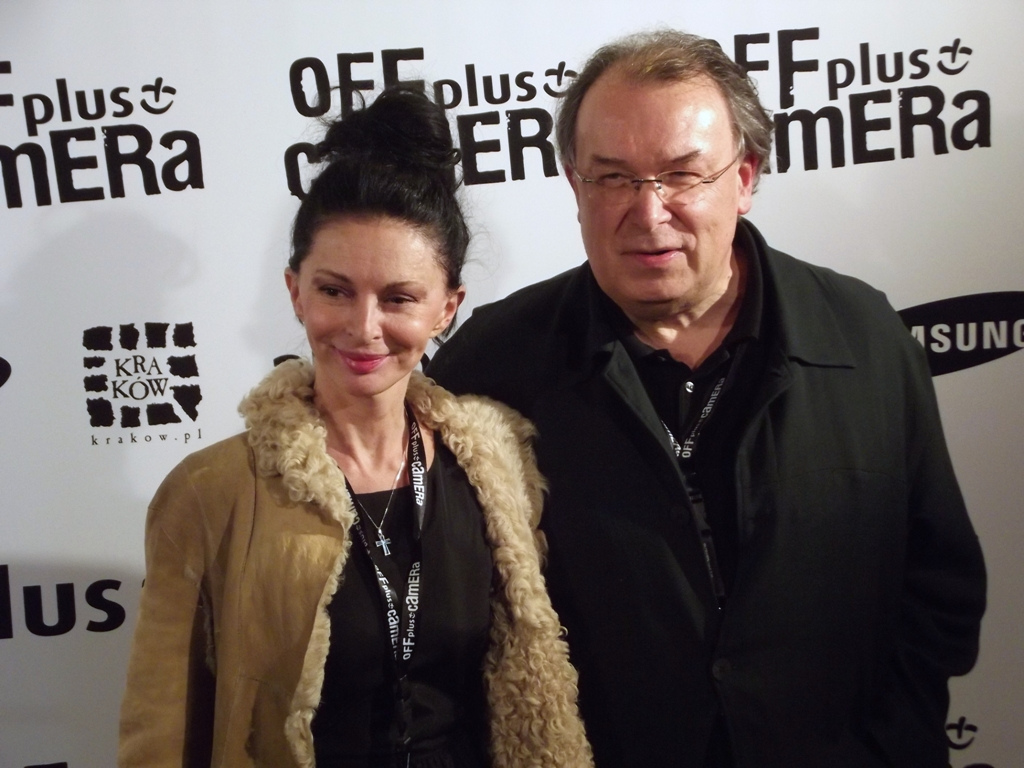
Лех Маевский (справа) в 2013 году.

Лех Маевский (произносится [maˈjɛfski], Ма-ев-ский  ) (род. 30 августа 1953) — польский режиссёр театра и кино, писатель, поэт и художник.

## Жизнь и карьера
Лех Маевский родился в Катовице, учился в варшавской Академии изящных искусств. В 1970-х годах учился в Киношколе в Лодзи, в частности, режиссуре у Войцеха Хаса. В начале 1980-х, после завершения съемок второго фильма «Рыцарь» и после объявления Польшей военного положения, Маевский эмигрировал в Великобританию, а затем в Соединенные Штаты. 
Имеет двойное гражданство США и Польши. 
Является членом Американской и Европейской киноакадемий, а также польского ПЕН-клуба. 
Маевский свободно говорит по-английски, работает над своими сценариями с носителями языка.  Так, например, Джулиан Шнабель работал совместно над сценарием «Баския», прежде чем Маевский вышел из проекта, а Шнабель стал постановщиком этого фильма.
В 2006 году в Музее современного искусства в Нью-Йорке прошла первая ретроспектива работ Маевского.  Для этой программы Маевский сделал инсталляцию, которая превратилась в фильм «Стеклянные губы» (первоначальное название — "Кровь поэта").

## Фильмография
- Благовещение (Zwiastowanie) (1978) — дебют, первая часть двухсерийного художественного фильма "Предвестие тишины"
- Рыцарь (Rycerz) (1979) — первый самостоятельный фильм
- Полет елового гуся (Lot Świerkowej Gęsi) (1986) — американский дебют
- Пленник Рио (Więzień Rio) (1988) — снят по мотивам истории Ронни Биггса.
- Евангелие от Гарри (Ewangelia według Harry'ego) (1992)
- Баския (1996) - соавтор сценария и сопродюсер
- Комната косуль (Pokój Saren) (1998) — автобиографический фильм-опера
- Несчастный случай (Wypadek) (1998) — короткометражный, запись выставки-перформанса[5]
- Воячек (другое название: Жизнь причиняет боль) (1999)
- Ангелюс (2001)
- Сад земных наслаждений (2004)
- Стеклянные губы (2007) — киноверсия инсталляции "Кровь поэта"
- Мельница и крест (2011)
- Онирика. Собачье поле (2014)
- Воображаемая реальность/Долина богов (Valley of the Gods) (2019)[6]